# Głębia Challengera

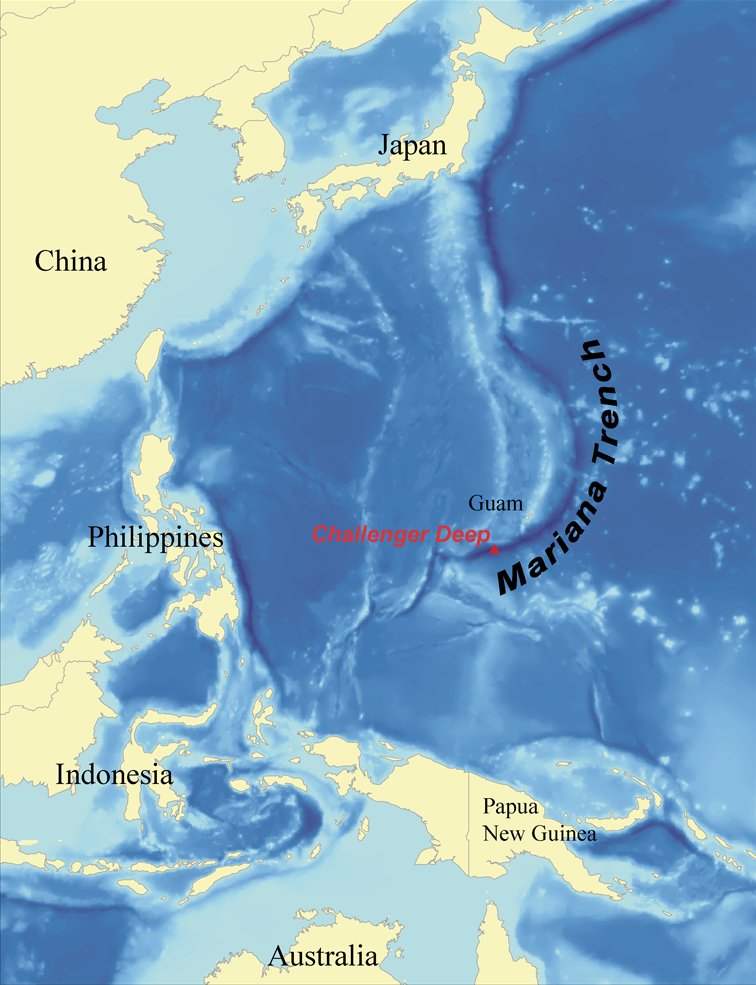
Ogólna lokalizacja na zachodnim Pacyfiku

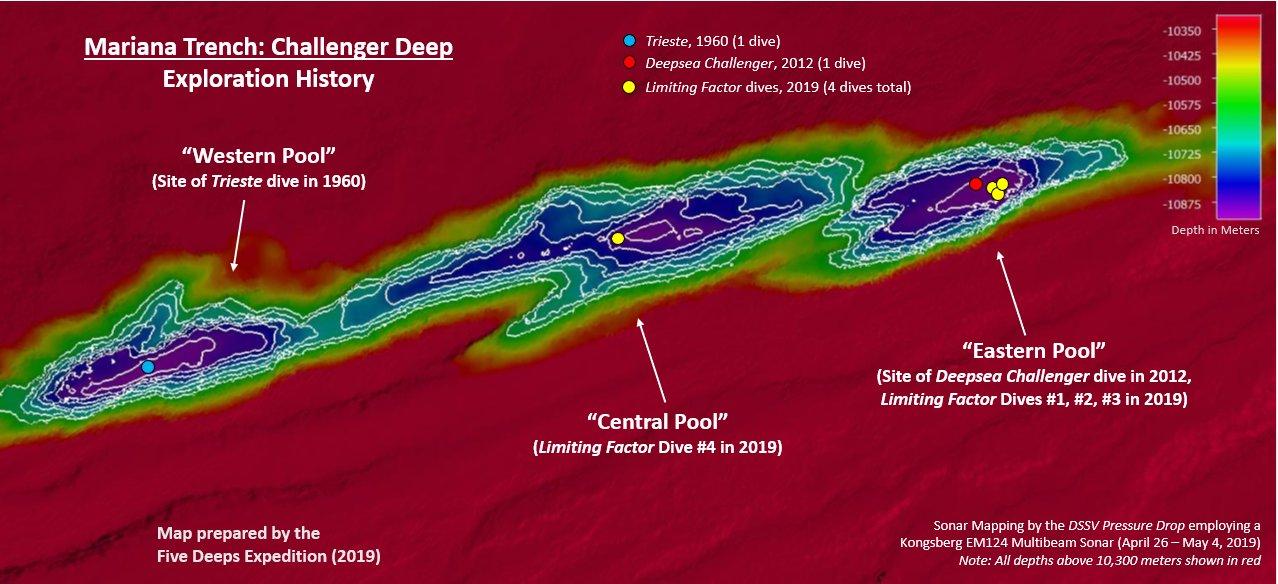
Mapa batymetryczna Głębi Challengera z historią badań

Głębia Challengera – najgłębiej położone miejsce w Rowie Mariańskim (10 994 metry pod poziomem morza). Jest to najniżej położone zbadane miejsce na Ziemi.
Nazwa głębi pochodzi od brytyjskiej korwety badawczej HMS „Challenger”, na której po raz pierwszy, 23 marca 1875, za pomocą ołowianki zmierzono głębokość tego miejsca. Na podstawie dwóch pomiarów głębokość określono na 4475 sążni (8184 m).
W 1912 John Murray, jeden z naukowców uczestniczących w wyprawie „Challengera”, w książce The Depths of the Ocean po powtórnej analizie, ocenił tę głębokość na 9636 m.
W 1951 Rów Mariański został zbadany przez oceanograficzny statek badawczy o tej samej nazwie „Challenger”. Statek za pomocą echosondy określił głębokość na 5960 sążni (10 900 m) i współrzędne geograficzne.
Jedynie cztery jednostki zeszły na dno Rowu Mariańskiego. Jako pierwszy dokonał tego batyskaf Trieste, na którym 23 stycznia 1960 r. Jacques Piccard i Don Walsh dotarli do Głębi Challengera. Następnym urządzeniem był japoński robot Kaikō, który w latach 1995-1998 odbył trzy ekspedycje do Rowu. W 2009 roku do najgłębszego miejsca Ziemi dotarł pojazd Nereus. W 2012 roku reżyser filmowy James Cameron dotarł na dno Głębi Challengera w pojeździe Deepsea Challenger.